# Марьянское (Полтавская область)
Марьянское (укр. Мар'янське) — село,
Михайловский сельский совет,
Великобагачанский район,
Полтавская область,
Украина.
Код КОАТУУ — 5320282604. Население по переписи 2001 года составляло 276 человек.

## Географическое положение
Село Марьянское находится на правом берегу реки Вовнянка,
выше по течению на расстоянии в 1,5 км расположено село Вовнянка (Миргородский район),
ниже по течению на расстоянии в 0,5 км расположено село Михайловка.
На реке несколько запруд.

## Происхождение названия
На территории Украины 2 населённых пункта с названием Марьянское.

## История
- 1845 — в селе Марьянское полгода жил Тарас Шевченко. Здесь им написана поэма «Еретик».

## Экономика
- Молочно-товарная ферма.

## Объекты социальной сферы
- Школа І ст.
- Дом культуры.